# Șaartuz
Șaartuz  este un oraș  în  partea de nord a Tadjikistanului, în provincia Hatlon, pe râul Kafirnigan. La recensământul din 2010 avea o populație de 14.000 locuitori. Stație de cale ferată. Localitatea a luat naștere în 1938.